# David V
Pour les articles homonymes, voir David.
David V ou III de Géorgie (en géorgien : დავით V, Davit V) est un roi de  Géorgie de la dynastie des Bagratides, ayant régné en 1155.

## Biographie
Fils de Démétrius Ier, il se rebelle contre père et l’oblige à lui céder le trône. Il meurt après un règne de 6 mois et Démétrius Ier reprend le pouvoir.
David V laisse de son épouse Orbéliani un fils : 
- Démétrius, Prétendant de Géorgie.